# Kamal Hossain
Pour les articles homonymes, voir Hossain.
Kamal Hossain est un dirigeant fondateur, avocat et homme politique du Bangladesh. Il est connu comme le père de la constitution bangladaise et considéré comme une icône de la démocratie laïque dans le sous-continent indien. Hossain dirige actuellement son propre cabinet d'avocats à Dacca, est président du parti politique Gano Forum et est l'organisateur de l'alliance Jatiya Oikya Front. Il est une figure majeure du mouvement pro-démocratique du Bangladesh.
Né dans une famille de zamindar de Barisal, il est le fils d'un médecin musulman bengali qui a travaillé dans la présidence du Bengale. Hossain a étudié aux États-Unis à l'université de Notre Dame et au Royaume-Uni à l'université d'Oxford. Il a été admis au barreau d'Angleterre et du Pays de Galles à Lincoln's Inn en 1959. Hossain s'est inscrit comme avocat à la Haute Cour du Pakistan oriental. Au début de sa carrière juridique, il a travaillé sur des affaires avec d'éminents avocats pakistanais, notamment avec l'ancien Premier ministre Huseyn Shaheed Suhrawardy. Hossain a souvent travaillé sur des affaires de personnes disparues sous le régime du dirigeant militaire Ayub Khan. Entre 1961 et 1968, il a enseigné le droit à l'université de Dacca. Hossain était l'avocat de la Ligue Awami et de son leader Sheikh Mujibur Rahman pendant l'affaire du complot d'Agartala. Il a été élu vice-président du Pakistan Bar Council en 1970, avant l'éclatement du Pakistan. En 1971, il fait partie de l'équipe de négociation de la Ligue Awami pour le transfert du pouvoir après les élections générales de 1970. Hossain a été emprisonné au Pakistan occidental avec Sheikh Mujibur Rahman pendant la guerre d'indépendance qui a transformé le Pakistan oriental en Bangladesh.
Il a fait partie du premier gouvernement du Bangladesh après l'indépendance, de 1972 à 1975, en tant que ministre du droit et président du comité de rédaction de l'Assemblée constituante. Hossain a dirigé le processus qui a abouti à la Constitution du Bangladesh de 1972. Sous la direction de Hossain au sein du comité de rédaction, le Bangladesh est devenu le premier État constitutionnellement laïc d'Asie du Sud. Il a ensuite occupé le poste de ministre des affaires étrangères et a permis au Bangladesh de rejoindre les Nations unies en 1974. En tant que ministre de l'énergie, Hossain a ensuite promulgué la loi sur le pétrole du Bangladesh. Les réformes juridiques de Hossain ont fait des émules en Inde et en Chine, notamment dans le 42e amendement constitutionnel de l'Inde et lors de la réforme économique chinoise en matière de droit de l'énergie. Certaines de ses réformes au Bangladesh ont été abrogées par la dictature militaire de Ziaur Rahman en 1977. La laïcité a été réintégrée dans la constitution du Bangladesh par la Cour suprême en 2010.
Hossain a survécu au coup d'État de 1975 au Bangladesh alors qu'il était en tournée en Yougoslavie. Il s'est installé à l'université d'Oxford à la fin des années 1970 en tant que chercheur invité. En 1981, il s'est présenté comme candidat de l'opposition à la présidence contre Abdus Sattar. Hossain s'est brouillé avec la présidente de la Ligue Awami, Sheikh Hasina, dans les années 1990, et a formé le parti Gano Forum. Hossain a souvent travaillé avec les Nations unies et le Commonwealth des Nations. Il a également été considéré comme un candidat au poste de secrétaire général des Nations unies.
Vénéré au Bangladesh comme la conscience de la nation, Hossain a été comparé à Adlai Stevenson par le New York Times en 1981. Hossain a été un avocat de premier plan dans le domaine des droits de l'homme, du droit de l'énergie, du droit des sociétés et de l'arbitrage international. Il a siégé au tribunal des réclamations Iran-États-Unis et a été rapporteur spécial des Nations unies pour l'Afghanistan. Hossain a été membre de tribunaux chargés de régler les différends maritimes entre la Malaisie et Singapour et entre la Guyane et le Suriname. Il a été membre de la Commission d'indemnisation des Nations unies pendant deux mandats. Il est ancien vice-président de l'Association de droit international, ancien président de l'Association du barreau de la Cour suprême du Bangladesh et président du Bangladesh Legal Aid and Services Trust et de l'institut sud-asiatique des hautes études juridiques et des droits de l'homme (South Asian Institute of Advanced Legal and Human Rights Studies - SAILS).

## Jeunesse
La famille de Hossain est originaire de Shaestabad, à Barisal ; son grand-père, Syed Sadat Hossain, était le zamindar de Shaestabad, qui comptait plusieurs zamindars bengalis. Le père de Hossain, Ahmed, était un médecin musulman bengali de la première heure, titulaire d'un BMS à Calcutta, dans la présidence du Bengale, en Inde britannique. L'aîné Hossain était un parent de Huseyn Shaheed Suhrawardy, troisième Premier ministre du Bengale et cinquième Premier ministre du Pakistan.
Kamal Hossain est né le 20 avril 1937 à Calcutta. Sa famille s'est installée à Dacca, au Bengale oriental, en 1949 après la partition de l'Inde britannique. Hossain a fréquenté la St. Gregory's High School, où ses camarades de classe comprenaient le futur universitaire Anisuzzaman. À l'âge de 16 ans, il reçoit une bourse de deux ans pour l'université de Notre Dame dans l'Indiana, aux États-Unis, et étudie l'économie avant d'obtenir une maîtrise à l'université du Michigan. Parmi les camarades de classe américains de Hossain figure Richard V. Allen, futur conseiller à la sécurité nationale du président Ronald Reagan. Aux États-Unis, il rejoint l'Association des étudiants pakistanais avec ses compatriotes bengalis Nurul Islam et Golam Wahed Choudhury. Hossain était membre du comité de direction de l'association, qui était dirigé par Munir Ahmed Khan (en),.
Il a cité le juge Fazal Akbar (en) comme une source d'inspiration pour étudier le droit. Hossain a quitté les États-Unis pour l'Angleterre en 1958, se rendant à Londres par bateau. En Angleterre, il a rencontré le futur professeur Rehman Sobhan. En 1959, Hossain obtient une licence en droit civil de l'université d'Oxford et s'inscrit comme avocat à Lincoln's Inn. Il s'inscrit également en tant qu'avocat à la Haute Cour du Pakistan oriental. Hossain a obtenu un doctorat en droit international à Oxford en 1964, avec sa dissertation « State Sovereignty and the United Nations Charter » en français : « La souveraineté des États et la Charte des Nations unies ».

## Pakistan oriental (jusqu'en 1971)
Hossain a commencé à exercer chez Original (l'un des plus anciens cabinets d'avocats du sous-continent indien, qui avait établi une division au Bengale oriental dans les années 1950), et a été invité à rejoindre le cabinet par l'avocat Abul Ahmad. Chez Original, Hossain a travaillé avec deux Anglais et le juge Mohammad Hossain. Il y a travaillé de 1959 à 1962, lorsqu'il est entré en contact fréquent avec l'avocat et ancien premier ministre Huseyn Shaheed Suhrawardy. Le Pakistan était passé sous régime militaire après le coup d'État de 1958, et Hossain a raconté que lui et Suhrawardy faisaient souvent zigzaguer leur voiture dans les rues de Dacca pour confondre (et échapper) aux véhicules des services secrets pakistanais. Par l'intermédiaire de Suhrawardy, Hossain est entré en contact avec Sheikh Mujibur Rahman. Il a déclaré que Rahman avait prédit l'effondrement du régime d'Ayub Khan en 10 ans (ce qui s'est produit, en 1969).
Hossain a défendu Maulana Bhashani dans une affaire d'habeas corpus. Il a été l'avocat des frères English Rally, qui possédaient des entreprises dans le port de Narayanganj, et a travaillé sur une affaire pour Chandranath Films. En 1963, Hossain a commencé à exercer en tant qu'avocat indépendant. Il a représenté le Daily Ittefaq, l'un des plus grands journaux en langue bengali du Pakistan oriental, lorsque celui-ci a été interdit par le gouvernement pakistanais. Le juge en chef du Pakistan oriental, Badruddin Ahmed Siddiky, a demandé à l'avocat principal de Hossain, Mahmud Ali Kasuri, de donner la parole à Hossain dans l'affaire Ittefaq, ce que Kasuri a fait. Le verdict a été favorable à Hossain et à Kasuri.
En 1961, Hossain rejoint le département des relations internationales de l'université de Dacca en tant que chargé de cours à temps partiel, puis enseigne le droit international. Le travail académique de Hossain à l'université se poursuit jusqu'en 1969, et il est un fervent partisan du mouvement en six points.
Pendant l'affaire de la conspiration d'Agartala, Hossain prépare la requête et travaille sur l'affaire avec le Conseiller de la reine Thomas William. En 1967, 1968 et 1969, il est élu vice-président du conseil du barreau du Pakistan oriental (aujourd'hui le conseil du barreau du Bangladesh (en)). Hossain a été élu le dernier vice-président du All-Pakistan Bar Council en 1969. En 1969 et 1970, il a participé aux tables rondes entre le gouvernement pakistanais et les principaux partis d'opposition dirigés par la Ligue Awami et Sheikh Mujibur Rahman.
Kamal Hossain était le négociateur politique en chef de la Ligue Awami. Après les élections générales pakistanaises de 1970, Sheikh Mujib a libéré l'un de ses sièges à Dacca et a permis à Hossain d'être élu à l'Assemblée nationale du Pakistan à partir de ce siège. Hossain était considéré comme l'un des plus proches confidents de Mujib, avec Tajuddin Ahmad. Entre janvier et mars 1971, Hossain négocie le transfert du pouvoir avec le ministre pakistanais du droit, Alvin Robert Cornelius, et l'avocat du parti du peuple pakistanais, Abdul Hafeez Pirzada,.

## Carrière politique

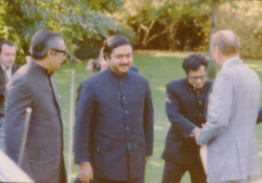
Le président américain Gerald Ford (à droite) s'entretient avec le ministre bangladais des Affaires étrangères Kamal Hossain (au centre) sous le regard du premier ministre bangladais Sheikh Mujibur Rahman (à gauche).

Hossain a été emprisonné dans la prison centrale de Haripur, au Pakistan occidental, pendant la guerre d'indépendance du Bangladesh en 1971. Il a été libéré le 28 décembre 1971. Après sa libération, il a accompagné Sheikh Mujibur Rahman à Londres et à New Delhi, avant de rentrer triomphalement au Bangladesh indépendant le 10 janvier 1972.
Hossain est nommé premier ministre du droit du pays nouvellement formé. L'une de ses principales responsabilités est d'élaborer une constitution. Il était président du comité de rédaction de la Constitution à l'Assemblée constituante du Bangladesh. Il avait 35 ans à l'époque, ce qui fait de lui l'un des plus jeunes rédacteurs de constitution au monde. Il a été reconnu pour avoir mené à bien le processus de rédaction. La Constitution du Bangladesh a été approuvée le 4 novembre 1972 et est entrée en vigueur, rétroactivement, le 16 décembre 1971. La constitution comprenait une déclaration des droits et un gouvernement parlementaire (supprimé en 1975 et rétabli en 1991).
Cependant, la constitution faisait également référence au socialisme, notamment en utilisant un langage tel que « réaliser par le processus démocratique une société socialiste ». À propos de cela, Hossain a déclaré que « le socialisme s'inscrivait dans un cadre démocratique et non dans le sens du communisme. Encore une fois, je pense que c'est quelque chose qui, dans le contexte de notre expérience historique des années 1950, 1960 et 1970, était la grande question à l'époque ». Selon Hossain, la Ligue Awami soutenait la social-démocratie inspirée par la politique du parti travailliste britannique. Il raconte que le socialisme était un courant politique important en Asie du Sud, surtout dans les années 1960 et 1970. La constitution indienne, par exemple, fait également référence au socialisme. Le gouvernement du leader d'après 1971, Zulfikar Ali Bhutto, s'est lancé dans la nationalisation au Pakistan. Le Dominion de Ceylan a été proclamé République socialiste démocratique du Sri Lanka en 1972,,.
Hossain a été membre du Parlement de Dacca au sein du Jatiya Sangsad. Il est devenu ministre des Affaires étrangères du Bangladesh en 1973. Il a obtenu l'admission du Bangladesh aux Nations unies en 1974. Le secrétaire d'État américain Henry Kissinger a appelé Hossain « un autre de mes étudiants ».
Hossain était l'un des signataires de l'accord de Delhi (en) entre l'Inde, le Pakistan et le Bangladesh. Cet accord visait à normaliser les relations dans le sous-continent après le conflit de 1971. Dans cet accord, le Pakistan s'engageait à libérer les familles bengalies internées en échange du retour des prisonniers de guerre détenus par l'Inde et le Bangladesh. En ce qui concerne les relations avec l'Inde voisine, Hossain a déclaré : « J'ai eu une excellente équation avec Mme Indira Gandhi et son ministre des affaires étrangères Swaran Singh (en). Nous avons discuté de la question épineuse de la frontière terrestre avec une grande facilité ».

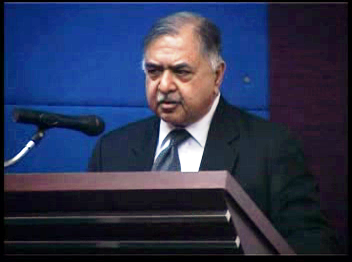
Hossain prenant la parole à l'université de Dacca en 2011.

Hossain est également nommé ministre de l'énergie. La crise pétrolière de 1973 a commencé à pousser les pays en développement comme le Bangladesh à explorer leurs propres réserves de pétrole et de gaz. On spécule sur l'existence de grandes réserves dans la baie du Bengale. Hossain commence à étudier les réformes juridiques nécessaires pour que le Bangladesh puisse lancer une industrie des hydrocarbures. 40 sociétés étrangères se sont portées candidates pour explorer la baie. Sous le mandat de Hossain au ministère, Petrobangla (en) est créée. Hossain rédige la loi sur le pétrole du Bangladesh après avoir étudié les lois de la Malaisie et de l'Indonésie. La nouvelle loi remplace les lois coloniales et introduit le contrat de partage de la production pour les multinationales de l'énergie dans le pays.
Hossain a proposé de démissionner à plusieurs reprises en raison des pressions exercées par les activités de lobbying de la Ligue Awami. Cependant, il a continué à servir dans le cabinet de Mujib, même après la création du système de parti unique de BAKSAL qui a duré six mois entre janvier et août 1975, jusqu'à l'assassinat de Sheikh Mujibur Rahman le 15 août 1975. Au moment de l'assassinat de Mujib, Hossain était en visite bilatérale en Yougoslavie. Il a refusé les invitations à rejoindre le gouvernement de la loi martiale. Craignant pour sa vie et rejetant les appels à rentrer, il s'est installé à l'université d'Oxford pour une période d'enseignement et de recherche,.
À propos de BAKSAL, Hossain a déclaré : « Jusqu'en 1971, je n'avais vu aucune différence entre Mujib Bhai (l'ami) et Bangabandhu (le leader). Après 1972, il est devenu le chef de l'Etat. Mais il n'a jamais été à la fois le chef de l'Etat et le chef du parti. Ce changement est intervenu plus tard, lors de la formation de BAKSAL. Et cela s'est produit dans une situation très complexe. Je ne peux pas comprendre par quelle dynamique il (Mujib) a changé ».
Le gouvernement suivant, qui a pris le pouvoir après l'assassinat de Mujib, a fonctionné comme une junte pendant trois ans, dirigée par un administrateur en chef de la loi martiale. En 1979, le président Ziaur Rahman (qui était chef de l'armée pendant la junte) a rétabli le multipartisme, promu le libre marché et mené des politiques pro-occidentales et anti-communistes. Les élections générales bangladaises de 1979 ont rétabli le parlement du pays. Hossain est retourné au Bangladesh à la fin des années 1970, pendant cette période de libéralisation politique.
En 1981, Hossain a contribué à orchestrer le retour de Sheikh Hasina au Bangladesh après son exil en Inde (Hasina et Sheikh Rehana ne pouvaient pas rentrer au pays depuis l'assassinat de leur famille en 1975). Il s'est présenté à l'élection présidentielle bangladaise de 1981 en tant que candidat de la Ligue Awami. Il a perdu face au juge Abdus Sattar, alors en exercice, qui avait assuré l'intérim après l'assassinat de Ziaur Rahman. Un an après l'élection, Sattar a été déposé par les militaires lors du coup d'État de 1982. Au moment de la chute du président Hossain Mohammad Ershad en 1990, Hossain a joué un rôle de premier plan dans l'élaboration de la feuille de route des trois alliances pour la restauration de la démocratie parlementaire après 15 ans de gouvernement présidentiel. Il a également participé à la nomination de Shahabuddin Ahmed, alors juge en chef, à la tête du gouvernement de transition.

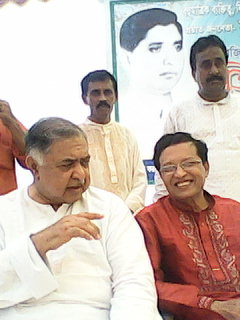
Hossain (à gauche) avec des militants politiques

En 1992, des divergences entre Hossain et la présidente de la Ligue Awami, Sheikh Hasina, le poussent à quitter le parti. Il a créé un petit parti politique appelé Gano Forum. En 1996, alors que la Ligue Awami et le Parti nationaliste du Bangladesh (BNP) étaient à couteaux tirés, Kamal Hossain et Syed Ishtiaq Ahmed ont élaboré une formule qui a abouti à l'introduction du système de gouvernement intérimaire pour la tenue d'élections générales. Des gouvernements intérimaires similaires, dirigés par des juges, ont ensuite été adoptés au Pakistan, en Grèce et au Bhoutan,,.
En 2003, Hossain a été l'avocat du rédacteur en chef du Daily Star, Mahfuz Anam, et de celui de Prothom Alo, Matiur Rahman, dans une affaire de diffamation intentée par Salahuddin Quader Chowdhury. En 2006, lorsque le système intérimaire a été menacé par les efforts du Premier ministre Khaleda Zia pour influencer le processus électoral, Kamal Hossain a mené la bataille juridique contre la liste électorale frauduleuse établie par le gouvernement Zia,. Kamal Hossain a également critiqué les exécutions extrajudiciaires perpétrées par le Rapid Action Battalion sous l'administration Zia.

Hossain a critiqué les violations des droits de l'homme sous les deuxième et troisième administrations Hasina. En 2011, il a défendu le lauréat du prix Nobel Muhammad Yunus devant les tribunaux après la décision d'Hasina de renvoyer Yunus du conseil d'administration de la Grameen Bank. En 2018, Hossain a défendu le photographe Shahidul Alam devant les tribunaux après qu'Alam ait été détenu pour avoir critiqué le Premier ministre Sheikh Hasina. Hossain a également soutenu le juge en chef déchu Surendra Kumar Sinha qui a annulé un amendement constitutionnel permettant au Parlement de destituer les juges de la Cour suprême,.
En octobre 2018, Kamal Hossain a annoncé une nouvelle alliance appelée Jatiya Oikya Front en français : « Front d'unité nationale », qui a reçu le soutien du BNP. Hossain a pris la parole lors de rassemblements politiques dans différentes villes du Bangladesh en octobre et novembre 2018. Il a notamment pris la parole lors d'un rassemblement à Sylhet le 24 octobre. À Chittagong, le 27 octobre, il a averti le gouvernement Hasina des conséquences juridiques si les demandes électorales de l'opposition n'étaient pas satisfaites. Lors d'un rassemblement à Suhrawardy Udyan, à Dacca, le 6 novembre, Hossain a déclaré : « L'État n'appartient à aucun roi ou reine. C'est le peuple qui est le seul propriétaire de l'État et sa propriété doit être réalisée ».
Il a obtenu une percée majeure dans la politique bangladaise en demandant au Premier ministre Sheikh Hasina de dialoguer avec le BNP. L'ambassadrice américaine au Bangladesh, Marcia Bernicat (en), a salué cette initiative de dialogue. Le premier tour des pourparlers a eu lieu le 1er novembre 2018 et le second tour le 7 novembre,. Hossain a également rencontré le commissaire électoral en chef, a assisté à la prière du Mawlid à Bangabhaban et à la réception militaire lors de la Journée des forces armées (en),,.
La période de campagne officielle a débuté le 8 novembre 2018. Les précédentes élections libres et équitables au Bangladesh étaient généralement une affaire festive. Malgré le dialogue et les assurances d'un climat électoral pacifique de la part de la Première ministre Sheikh Hasina, la période de campagne a été marquée par la persécution de la société civile, des médias et de l'opposition ; et par des violations des droits humains par les forces de sécurité. Human Rights Watch a noté que « la surveillance généralisée et la répression de la parole ont contribué à créer un climat de peur qui s'étend des voix éminentes de la société aux citoyens ordinaires ». Les ailes des étudiants et des jeunes affiliés à la Ligue Awami ont mobilisé leurs membres, armés de perches de bambou, pour attaquer l'opposition. Le cortège de Hossain a été attaqué le 14 décembre 2018,,.
Les élections générales bangladaises de 2018 se sont déroulées sur fond d'allégations généralisées de fraude électorale, de bourrage des urnes et d'intimidation des agents électoraux de l'opposition. Hossain a déclaré : « Il y a eu un vol de votes sans précédent, ce qui est une moquerie de la démocratie. Le gouvernement a exploité l'appareil d'État pour supprimer l'opposition et s'assurer une victoire mise en scène. Nous demandons à la Commission électorale de déclarer l'élection nulle et d'exiger une nouvelle élection sous un gouvernement non partisan ». Après le refus de la commission électorale d'organiser de nouvelles élections, Hossain a qualifié le nouveau gouvernement d'illégitime. Il a déclaré : « Nous avons besoin d'un mouvement uni de citoyens, de partis politiques et d'organisations de défense des droits de l'homme qui s'engagent en faveur de la réalisation des droits de l'homme et de l'institutionnalisation de la démocratie dans le pays. J'espère que la communauté internationale prendra note de la situation actuelle au Bangladesh. Et sur la base de la Charte et des résolutions des Nations unies, elle ne devrait reconnaître aucun gouvernement qui n'a pas le consentement du peuple ».
Les États-Unis (le plus grand investisseur étranger du Bangladesh) et l'Union européenne (le plus grand marché d'exportation du Bangladesh) ont publié des déclarations concernant la crédibilité de l'élection. La déclaration de l'UE indique que « l'Union européenne attend du pays qu'il progresse vers la démocratie, le respect des droits de l'homme et des libertés fondamentales. Nous continuerons à soutenir les travaux menés dans ce contexte, dans l'intérêt de la population du Bangladesh. Les autorités nationales compétentes devraient maintenant veiller à ce que les allégations d'irrégularités soient dûment examinées et s'engager à faire preuve d'une transparence totale dans leur résolution ». Le département d'État américain a déclaré : « Nous encourageons vivement toutes les parties à s'abstenir de toute violence et demandons à la commission électorale de travailler de manière constructive avec toutes les parties pour répondre aux allégations d'irrégularités. Les résultats impressionnants du Bangladesh en matière de développement économique et de respect de la démocratie et des droits de l'homme se renforcent mutuellement, et nous nous réjouissons de continuer à travailler avec le gouvernement en place et l'opposition pour faire progresser ces objectifs interdépendants ».

## Cas juridiques notables
Entre 1977 et 2001, Hossain a été consultant international pour le cabinet d'avocats multinational Clifford Chance. Il a également été président de la Supreme Court Bar Association (1990-1991), l'association professionnelle des juristes de la Cour suprême du Bangladesh.

### Scimitar vs Bangladesh
Kamal Hossain et le juge Badrul Haider Chowdhury ont dirigé l'équipe juridique bangladaise lors du procès intenté par Scimitar Exploration Ltd au Centre international pour le règlement des différends relatifs aux investissements.

### Chevron vs Bangladesh
Kamal Hossain a représenté Petrobangla (en) dans un procès intenté par Chevron au Centre international pour le règlement des différends relatifs aux investissements. Le tribunal a rejeté les réclamations de Chevron à Petrobangla pour un montant de 240 millions de dollars US.

## Rôle dans le domaine international

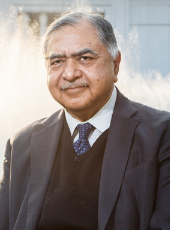
Hossain devant les locaux de la Cour suprême du Bangladesh.

Hossain est un juriste de renommée mondiale et jouit d'une association de longue date avec les Nations unies. Entre 1998 et 2003, il a été le rapporteur spécial des Nations unies sur l'Afghanistan. Il a rempli deux mandats au sein de la commission d'indemnisation des Nations unies à Genève. En outre, il a participé à plusieurs arbitrages internationaux, à la fois comme avocat et comme arbitre. Il a été membre du Tribunal des réclamations Iran-États-Unis (en). Il a été co-président de la Commission d'enquête des Nations unies sur les violations des droits de l'homme dans les territoires occupés en 2001. Il a été président de la Commission consultative des droits de l'homme pour le Secrétariat du Commonwealth. Il a également été membre d'une mission des droits de l'homme en Indonésie concernant le statut du Timor oriental. Lors de la sélection du secrétaire général des Nations unies en 2006, le nom d'Hossain a été évoqué comme un candidat possible.
À la demande de l'ONU, Hossain a conseillé la Chine sur les réformes juridiques liées à l'énergie après que le géant asiatique a commencé à libéraliser son économie.
Il est membre du panel d'arbitres du centre international pour le règlement des différends relatifs aux investissements (CIRDI) et a été président et membre de plusieurs tribunaux d'arbitrage internationaux (CCI, CIRDI et CNUDCI). Il a été nommé juge ad hoc par la Malaisie pour le Tribunal international du droit de la mer dans l'affaire Malaisie contre Singapour (2003) ; il a été membre du Tribunal international du droit de la mer Annexe VII dans la même affaire, ainsi que dans l'affaire Guyana contre Suriname (2005-2007).
Il a également été vice-président de l'association de droit international (en) de Londres, président de l'Institut sud-asiatique des hautes études juridiques et des droits de l'homme (SAILS) et membre du conseil consultatif de Transparency International. Il a été observateur international d'élections.
À la demande du secrétaire général du Commonwealth, Emeka Anyaoku, Hossain s'est rendu au Cameroun et en Gambie pour évaluer les conditions de la démocratie, des droits de l'homme et de l'État de droit. Le Secrétaire général a confié à une équipe comprenant Hossain le soin d'évaluer l'éligibilité du Cameroun à l'adhésion au Commonwealth. Il a également dirigé des missions du Commonwealth sur des questions liées à l'énergie. Il a fait partie de l'équipe d'observateurs du Commonwealth lors des élections générales sud-africaines de 1994. Hossain a été conseiller auprès des gouvernements de Trinité-et-Tobago, de Grenade, des îles Caïmans, des Îles Fidji et des îles Salomon.

## Perception du public

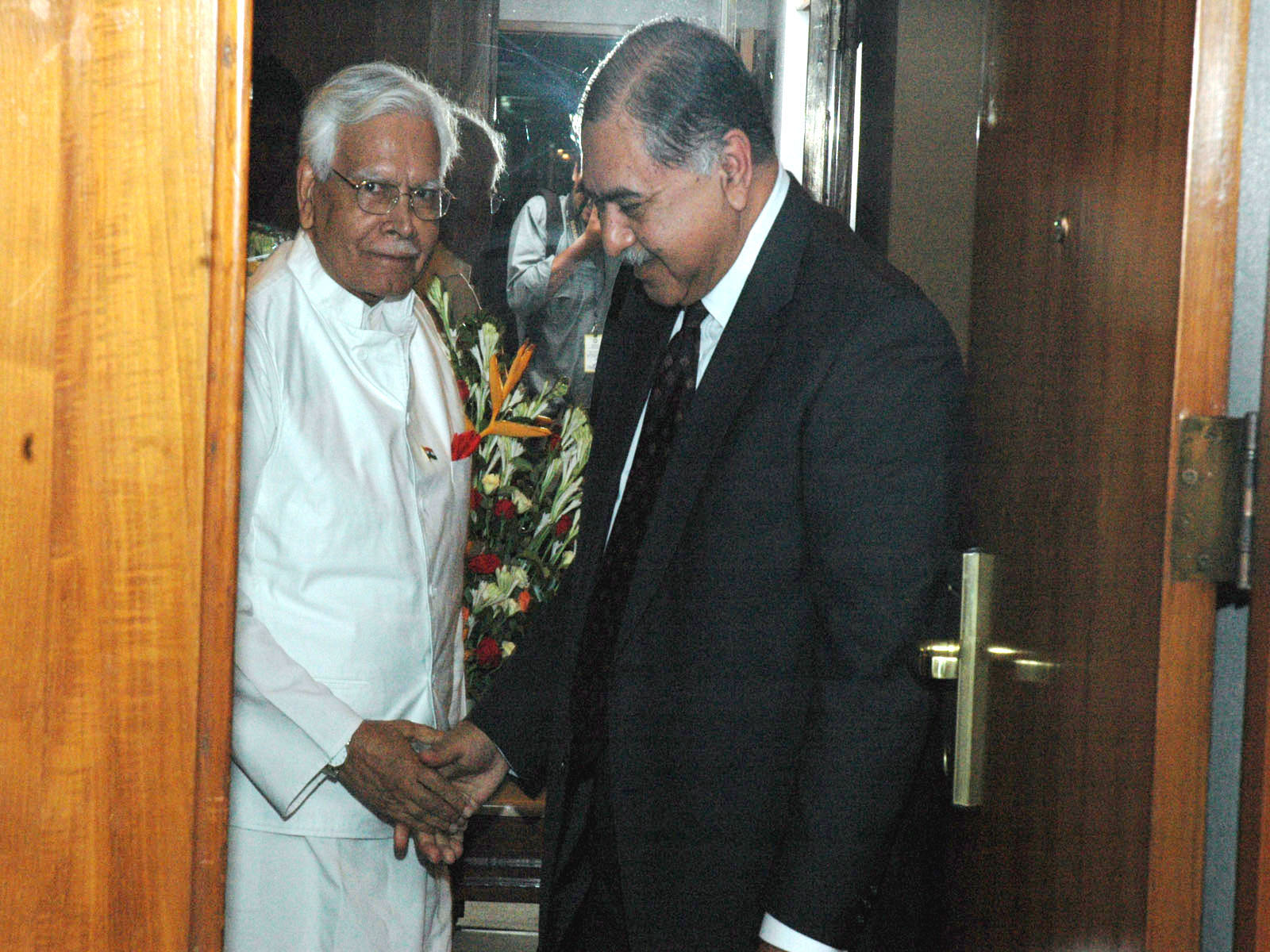
Hossain accueillant le ministre indien des Affaires étrangères K. Natwar Singh à Dacca, en 2005.

Hossain est l'avant-garde de la politique libérale et laïque du Bangladesh moderne. Il a été décrit comme « l'homme d'État âgé » du Bangladesh, une « figure paternelle » dans l'arène politique et la « conscience de la nation ». Un article paru dans le Daily Star à l'occasion du 70e anniversaire de Hossain déclare : « Au cours de ces dernières années, il s'est en quelque sorte transformé en une voix morale efficace pour le pays. Ses opinions sur les questions importantes, sa présence sur la scène nationale et mondiale, tout cela a renforcé notre sentiment que cet homme de loi est également notre point de référence pour toutes les autres questions qui sollicitent notre imagination ». En 1981, le New York Times rapporte que des diplomates occidentaux ont comparé Hossain à l'ancien sénateur et candidat à la présidence des États-Unis Adlai Stevenson, réputé pour son comportement intellectuel. En 2018, un article du magazine The Diplomat a décrit Hossain comme un acteur rusé de l'arrière-cour.
Chez ses voisins régionaux, l'Inde et le Pakistan, Hossain est célébré comme une icône laïque aux références irréprochables,. Il a prononcé un discours à l'Institut pakistanais des affaires internationales en 2012, qui était intitulé « Construire une Asie du Sud pacifique en réponse aux aspirations de tous nos peuples ».

## Critique politique
Pendant la campagne électorale de 2018, Shah Ali Farhad, qui travaille au Centre de recherche et d'information de la Ligue Awami, a écrit dans le Bangla Tribune que Kamal Hossain était un politicien « pas si consciencieux ». Il a critiqué Hossain pour avoir occupé la présidence du Gano Forum depuis sa fondation, affirmant que le parti n'avait « aucune perspective de nouvelle direction en vue ». Hossain a été qualifié de « collaborateur pakistanais » et de « musulman ahmadi », alors qu'il est l'un des dirigeants fondateurs du Bangladesh et un musulman sunnite. Il a été accusé de trahir la famille de Sheikh Mujibur Rahman,.
Arun Kumar Goswami, professeur de sciences politiques à l'université Jagannath, a reproché à Hossain de ne pas être un leader de masse, déclarant : « La politique que le Dr Kamal Hossain veut introduire ne fonctionnerait pas au Bangladesh. Vous ne pouvez pas réussir en politique ici sans avoir de lien avec le peuple ». Goswami a été à son tour réfuté par Moudud Ahmed, qui a déclaré : « Je peux citer un certain nombre de politiciens qui ont réussi avec moins de contact avec le peuple que le Dr Kamal Hossain ».
En réponse à la demande de Hossain d'avoir un gouvernement intérimaire en 2018, Sheikh Hasina a déclaré qu'une telle disposition ne figurait pas dans la première constitution du Bangladesh, rédigée par Hossain lui-même sous le mandat de son père. Le BNP a répondu à cette accusation en soulignant que Hasina elle-même a mené la campagne pour la mise en place d'un gouvernement intérimaire pour les élections de 1996. L'ancien président A. Q. M. Badruddoza Chowdhury et son fils Mahi B. Chowdhury (en) ont d'abord soutenu Hossain dans le cadre du Front d'unité nationale, mais ils sont ensuite passés au soutien de la Ligue Awami et ont commencé à critiquer les ambitions politiques de Hossain.
Lors d'une audience à la Cour suprême en 2017, Hossain a utilisé un juron contre le procureur général Mahbubey Alam et a été censuré par le juge en chef Surendra Kumar Sinha.
Pendant la période de campagne électorale en décembre 2018, Hossain a été interrogé sur les relations souterraines entre le BNP et le Jamaat. Hossain a dit au journaliste de « se taire », mais a ensuite regretté sa réaction après les protestations de deux syndicats de journalistes,. Il a ensuite qualifié la relation entre le BNP et le Jamaat de « stupide »,.

## Enseignement
Hossain a enseigné le droit constitutionnel et le droit international au Queen's College, de l'université d'Oxford (1957-59). Il a été étudiant chercheur (1958-9, 1964) et chercheur (1977-79) au Nuffield College, également à Oxford et chercheur invité (1976-77) au All Souls College, d'Oxford aussi. Il a enseigné le droit international et le droit constitutionnel à l'université de Dacca (1962-67). Il a été professeur invité à l'université libre d'Amsterdam (1997).

## Vie privée
Hossain a épousé Hameeda Hossain en 1963. Il a deux filles, dont Sara Hossain, éminente avocate bangladaise spécialisée dans les droits civiques, et Dina Hossain, réalisatrice de films. Son gendre (par l'intermédiaire de Sara Hossain) est le journaliste britannique David Bergman (en).
En réponse à une question sur ses plats préférés, Hossain a mentionné le gâteau au fromage comme son dessert préféré.